# 阿部榮次
阿部 榮次（あべ えいじ、1945年〈昭和20年〉1月2日 - ）は、日本の実業家。社会運動家。全日本指定自動車教習所協会連合会前副会長。愛知県出身。徳島県在住。

## 経歴
中央大学大学院修士課程修了（法学修士）後、四国女子大学の講師を経て、実業の世界に入る。株式会社徳島レジャー開発代表取締役を務め、1961年（昭和36年）に指定された徳島県で一番古い自動車教習所の千松自動車教習所の設置者兼代表取締役 現会長となる。
令和五年度の秋の褒章においては、会社経営、各種団体での活動等を通じて、産業の振興、社会福祉の増進等に優れた業績を挙げた功績により藍綬褒章を受章した。 

### 自動車教習所業界の一員として
教育者としての特質を活かして優秀な自動車教習所教習指導員を育てた。特に2009年（平成21年）に指定自動車教習所制度発足50周年を記念して開かれた第1回全国指定自動車教習所学科教習競技大会において彼の自動車教習所の岡田敏博指導員が優勝した。
2000年（平成12年）、全国指定自動車教習所の設置者の任意団体ノイマン・フェローシップを立ち上げ、初代チェアマンとなった。現在は全国指定自動車教習所協会連合会前副会長、四国自動車教習所協会連合会前会長、徳島県指定自動車教習所協会会長、徳島西地区安全運転管理協議会会長、全国指定自動車学校経営協議会副会長、徳島県高速道路経営協議会副会長　徳島県交通遺児の会監事　徳島西警察署友の会理事　等の役職に就く。

### 社会活動
若い頃より社会活動にも熱心で、1953年（昭和28年）11月5日に徳島市でおきた「徳島ラジオ商殺し事件」では「無罪を求める会」代表世話人になる。また、徳島市元市長・三木俊治の施案で行われた「知恵の輪集団(徳島市職員と民間とによる市政研究会)」の代表も務めた。他に、奨学金を支給する（財）原菊太郎基金の評議員であり、2010年11月に徳島商工会議所の1号議員に就任した。近年では自殺防止活動を目的としたNPO法人「アプローチ会」の副理事長や、日本エチオピア協会副会長を経て、2018年から2020年まで同協会の会長を務めた。

### 国際ロータリーの活動
1993年（平成5年）に徳島南ロータリークラブに入会し、2005年（平成17年）に同ロータリークラブ会長となる。著名なロータリアン・深川純一を招き6回にわたりロータリー基礎講座を設ける等、ロータリーの奉仕教育に専念した。また、中東のバングラデシュにヒ素除去装置付管井戸寄贈を計画し、次年度で実行された。2009年（平成21年）の同クラブの企画で徳島県出身の作家　瀬戸内寂聴の文化勲章受章記念碑の建立計画にあたり、実行委員会事務局長になる。2006年（平成18年）より第2670地区（四国地区）ロータリー財団の役職に就き、平成21年の奨学金・学友小委員会委員長の時代に、ロータリー財団奨学生の文集「桜の国から世界へ」を地区として初めて刊行した。また、四国地区ロータリー財団奨学生のネットワーク「四国学友会」を設立した。2010年（平成22年）より2015年(平成27年)まで、国際ロータリー第2670地区ロータリー財団委員会委員長をつとめた。2011年7月（平成23年7月)に米国サギノー市と徳島市・仙台市で行われたロータリー財団の補助金プロジェクトである「東日本大震災支援AED贈呈マッチンググラントプロジェクト」に参画した。2013年には、エチオピアのゴンダールファシリテスロータリークラブ設立に貢献し、同国に蜂須賀桜を寄贈及び植樹した。2014年、インドにおけるポリオワクチン接種活動に参加する等、その前後に、バングラデシュ、タイ、エチオピア、インド、モンゴル等の発展途上国の人道支援を行った。2016年から2017年にかけて、国際ロータリー第2670地区徳島第二分区ガバナー補佐を務めた。

### 文化面の活動
文化面の取り組みとして「茶の湯」を中心とした事柄が取り上げられる。2019年8月8日にエチオピア国 大統領府日本庭園茶席に茶道具寄贈記念茶会を催した。その際にサーレワーク・ゼウデ大統領に謁見し、交流を深める。2022年7月16日には大徳寺聚光院において千利休先妻、宝心妙樹の四百五十年大遠忌事業の実行委員長を務める。同年11月26日には三好長慶生誕500年イベント（藍住町主催）として、武者小路千家家元後嗣の千宗屋を招き「茶の湯の戦国時代」と題して記念講演会が執り行われその実行委員長を務める。
同年9月23日には、趣味である声楽を披露する喜寿記念テノールリサイタルを開き、イタリア歌曲、カンツォーネ、シャンソンを歌った。
2023年11月9日に、瀬戸内寂聴記念会発行の「寂聴」第2号に「寂聴先生オマージュ物語」が掲載される。
2024年3月2日に、「阿部天外 阿波夢乃國物語」を出版。

## 受賞歴
- 2002年9月：交通安全功労者受賞
- 2008年5月：緑十字銅章（交通栄誉章）受賞
- 2008年11月：四国管区警察局長賞（交通功労）受賞
- 2009年9月：全国指定自動車学科教習協議会奨励賞受賞
- 2005年2月：財団法人ロータリー米山記念奨学会 米山功労賞
- 2008年12月：国際ロータリー財団 ベネファクター
- 2013年10月：国際ロータリー第2670地区ガバナー賞受賞
- 2013年12月：国際ロータリー財団 大口寄付者になる。
- 2014年6月：ポールハリスソサエティ会員兼地区コーディネーター
- 2022年11月：警察庁長官・全指連会長連盟表彰受賞
- 2023年11月：藍綬褒章を受章